# Acinia picturata
Acinia picturata es una especie de insecto del género Acinia de la familia Tephritidae del orden Diptera.
 Se encuentra en el Neártico. Las plantas huéspedes son asteráceas, por ejemplo los géneros Pluchea y Tessaria.

## Historia
Snow la describió científicamente por primera vez en el año 1894.